# Ōi kärnkraftverk
Ōi kärnkraftverk (大飯発電所 Ōi hatsudensho?) är ett kärnkraftverk i Japan. Namnet transkriberas även som Ohi.

## Allmänt
Kraftverket ligger i kommunen Ōi i Fukui prefektur och drivs av Kansai Electric Power Company.

### Reaktor 1/2
Reaktor 1 och 2 började byggas 1972 och togs i kommersiell drift 1979. De är konstruerade av Westinghouse och är tryckvattenreaktorer (PWR) med 4 stycken reaktorkylkretsar eller "loopar".
Reaktorinneslutningen är av så kallad iskondensortyp. Inneslutningens uppgift är att kunna ta hand om de ång- och energimängder som frigörs vid ett antaget rörbrott, vilket vanligen realiseras med en "stor" inneslutning, "large dry", med en volym på cirka 2 miljoner ft3 (drygt 50 000 m3) och ett designtryck på cirka 60 psig (drygt 4 bar,ö). Genom att förse inneslutningen med stora isfack fås en effektivare kondensering av ångan. Detta möjliggör en mer kostnadseffektiv konstruktion av en inneslutning med lägre designtryck, typiskt 12 till 30 psig (0,8 - 2 bar,ö) vilket medger mindre volym och/eller mindre tjocklek. Ohi 1/2 är de enda reaktorerna i Japan med iskondensor, men arrangemanget finns även i Finland i reaktorerna Lovisa 1/2 samt i USA i reaktorerna Watts Bar 1/2, Sequoyah 1/2, Catawba 1/2, McGuire 1/2 samt D.C. Cook 1/2.

### Reaktor 3/4
Reaktor 3 och 4 började byggas 1987/88 och togs i kommersiell drift 1991 respektive 1993. De är konstruerade av MHI - Mitsubishi Heavy Industries och är också tryckvattenreaktorer (PWR) med 4 stycken reaktorkylkretsar eller "loopar". Inneslutningen är av den för tryckvattenreaktorer helt dominerande typen "large dry" med en volym på cirka 2 miljoner ft3 (drygt 50 000 m3) och ett designtryck på cirka 60 psig (drygt 4 bar,ö).

### Efter Fukushima-olyckan
Efter Fukushima-olyckan stängdes successivt alla reaktorer i Japan då de inte beviljades tillstånd för återstart efter sitt årliga stopp för underhåll och bränslebyte.
Efter att ha genomfört så kallade stress-tester för att verifiera anläggningarnas tålighet mot extrema händelser beviljades reaktor 3 och 4 tillstånd för återstart sommaren 2012, men fick åter stoppa 2013 efter att nya och mer krävande kärnkraftsregler trädde i kraft i juli 2013.
Efter uppgraderingar kunde reaktor 3 och 4 återstarta i mars respektive maj 2018.

### Avveckling av Ohi-1/2
De äldre reaktorerna 1 och 2 har inte tagits i drift efter att de stängdes för periodiskt underhåll i juli respektive december 2011. I december 2017 meddelade ägaren att de inte tänkte ansöka om att få återstarta dessa och lämnade 2018 in ansökan om att få riva dem.
En orsak var konstruktionen av inneslutningen med iskondensor vilket vid uppförandet på 1970-talet möjliggjorde en inneslutning med mindre volym och/eller lägre designtryck. För att möta nya krav på att säkert kunna hantera vätgasbränder och andra extrema belastningar vid svåra haverier skulle inneslutningen behövt förstärkas, vilket blev en viktig orsak till att en modernisering enligt nya kärnkraftsregler från 2013 bedömdes bli alltför kostsam.
Avvecklingen uppskattas ta ungefär trettio år och kommer att genomföras i fyra steg. Under steg 1, ungefär åtta år, kommer allt bränsle att tas bort samt en kartläggning av radioaktivitet i anläggningen. Under steg 2, ungefär tio år, kommer olika typer av kringsystem att rivas, och under steg 3, ungefär sex år kommer själva reaktortanken att rivas. Under det fjärde och sista steget kommer alla kvarvarande byggnader att rivas, och området friklassas för andra ändamål. Rivningen förväntas ge upphov till 400 ton högaktivt avfall, 2 850 ton lågaktivt avfall och 20 240 ton "very low-level waste". Utöver detta förväntas rivningen ge upphov till 13 200 ton annat icke-radioaktivt avfall.

## Reaktorer
| Namn   | Typ           | Effekt MWel netto | Byggstart  | Första fasning | Kommersiell drift | Återstart efter Fukushima | Stängning  | Load Factor 2010 (%) | Load Factor Tot (%) |
| ------ | ------------- | ----------------- | ---------- | -------------- | ----------------- | ------------------------- | ---------- | -------------------- | ------------------- |
| Ōi - 1 | PWR WH 4-loop | 1120              | 1972-10-26 | 1977-12-23     | 1979-03-27        |                           | 2018-03-01 | 67,2                 | 55,8                |
| Ōi - 2 | PWR WH 4-loop | 1120              | 1972-12-08 | 1978-10-11     | 1979-12-05        |                           | 2018-03-01 | 72,7                 | 61,7                |
| Ōi - 3 | PWR M 4-loop  | 1127              | 1987-10-03 | 1991-06-07     | 1991-12-18        | 2018-03-14                |            | 81,8                 | 66,0                |
| Ōi - 4 | PWR M 4-loop  | 1127              | 1988-06-13 | 1992-06-19     | 1993-02-02        | 2018-05-09                |            | 85,8                 | 69,7                |

Data i tabellen från. "Load Factor" eller kapacitetsfaktor är producerad energi dividerad med teoretiskt möjlig producerad energi vid 100 procents tillgänglighet. Kärnkraftverk är normalt avställda cirka 1 månad per år för bränslebyte, underhåll och inspektion varför det är svårt att komma över cirka 90 procent. Uppgiften för tiden fram till 2010 återspeglar uppnådd tillgänglighet vid mer reguljär drift, medan "total" anger tillgänglighet för Ohi 1/2 fram till stängningsbeslutet 2018, samt för Ohi 3/4 till och med 2020, där tillgängligheten påverkats av de extraordinära driftuppehållen på grund av Fukushima-olyckan 2011.

### Produktion
Diagrammet visar produktion TWh/år för tiden 1978–2023. Alla data i diagrammet från IAEA PRIS.
Produktion (TWh/år)År02468101219781984199019962002200820142020Block 1Block 2Block 3Block 4